# Roodnetboleet
De roodnetboleet (Rubroboletus rhodoxanthus) is een schimmel uit de familie Boletaceae. Statige oude lanen van landgoederen zowel op rijke zandgronden als kleigronden zijn zijn favoriete standplaats. Hij leeft met verschillende boomsoorten, vooral beuken en eiken, maar ook linden.

## Kenmerken

### Uiterlijke kenmerken
Hoed
De bovenkant van de hoed is in het begin scharlakenrood, later wordt dit meer bruinrood. Het is aanvankelijk licht fluweelachtig en meestal witachtig grijs gekleurd, maar wordt al snel glad, roze-grijs, roze-beige of roze-rood, vooral naar de rand. De hoed is aanvankelijk halfbolvormig en wordt geleidelijk convex tot bijna plat naarmate de schimmel zich uitbreidt, met een diameter van 10 tot 20 cm, maar kan soms oplopen tot 30 cm
Porien en buisjes
De poriën aan de onderkant zijn citroengeel van kleur en worden groenachtig naarmate het vruchtlichaam ouder wordt. Bij beschadiging of druk kleuren ze langzaam blauw. 
Steel
De steel is 8 tot 12 cm lang en 3-6 cm breed. De vorm bij jonge vruchtlichamen is bolvormig of clavaat en naarmate de tijd vordert wordt deze steel steeds meer langwerpig en cilindrisch. De steel is oranje of oranjegeel aan de bovenkant, wordt geleidelijk oranjerood tot karmijnrood in het onderste deel en is getekend met een dichte, oranjerode tot karmijnrode netwerkpatroon. In het vlees van de steelbasis zijn rode vlekjes aanwezig.
Geur en smaak
De geur is onopvallend en de smaak is mild.
Sporenprint
De sporenprint is olijfbruin in bulk. 

### Microscopische kenmerken
De sporen zijn ellipsoïde tot spoelvormig (spilvormig), met een afmeting van 10-15,5 × 3,5-5,5 micron (Q=2,2 tot 3,6). De cuticula van de hoed is een trichoderm van gesepteerde cilindrische hyfen, soms fijn geïncrusteerd.

## Verspreiding
Rubroboletus rhodoxanthus wordt beschouwd als een zeldzame soort in Noord-Europa en wordt vaker aangetroffen in warme, zuidelijke streken. Moleculair fylogenetisch onderzoek heeft zijn aanwezigheid bevestigd in Frankrijk, Italië, Portugal en de eilanden Cyprus en Sardinië, maar het is waarschijnlijk wijdverbreid in het grootste deel van het Middellandse Zeegebied.
Hij is plaatselijk frequent gemeld op het eiland Cyprus, waar het verschijnt in seizoenen met vroege regenval, groeiend op kronkelige grond onder de endemische gouden eik (Quercus alnifolia). Hij wordt daarentegen als ernstig bedreigd beschouwd in de Tsjechië en gerapporteerd als uitgestorven in Engeland. Op de Britse eilanden is het alleen bekend uit Noord-Ierland.
In Nederland komt hij zeldzaam voor. hij staat op de rode lijst in de categorie 'kwetsbaar'.

## Eetbaarheid
Hij kan niet worden gegeten en kan bij consumptie schadelijke gastro-intestinale problemen veroorzaken.

## Foto's

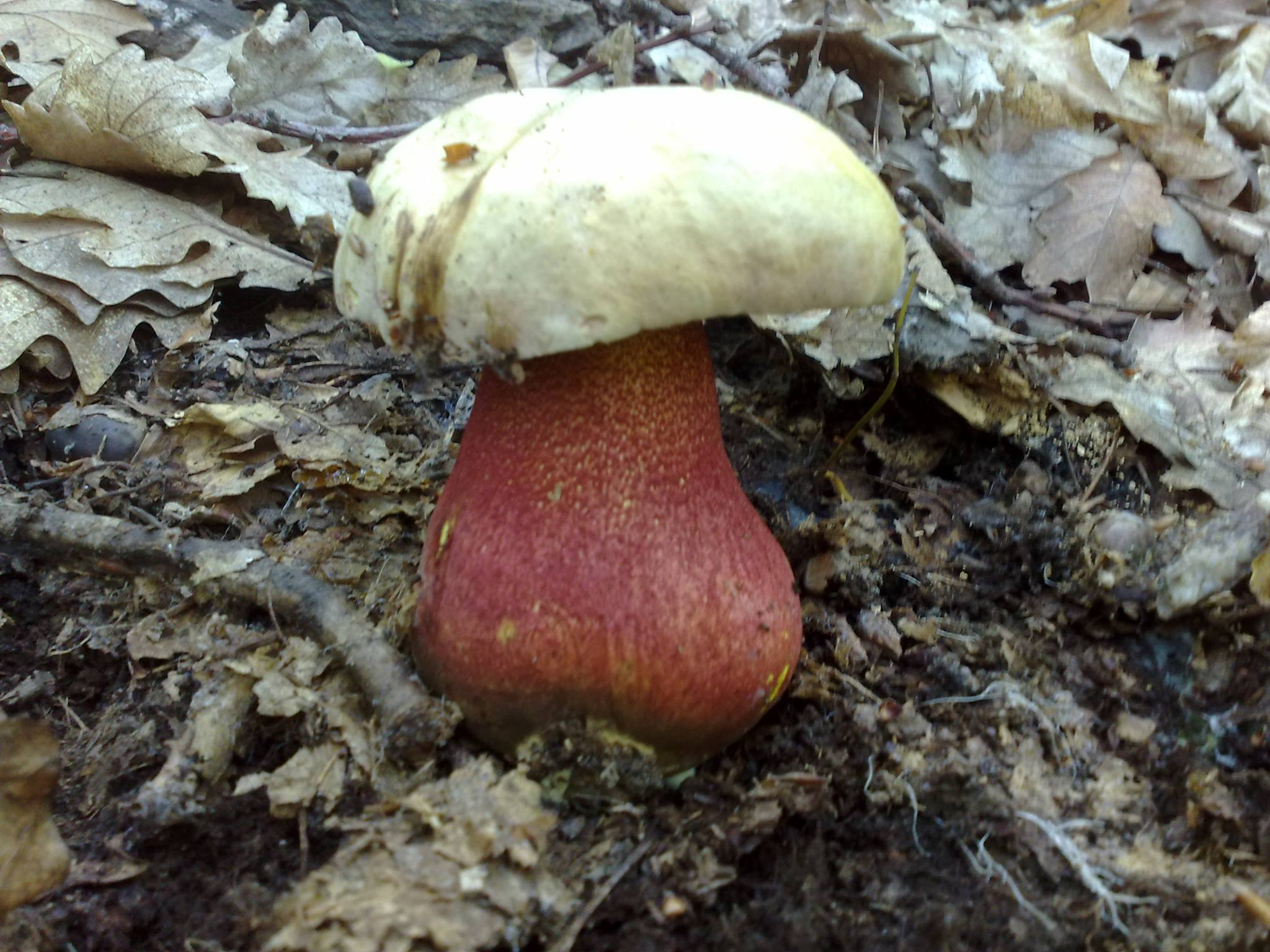
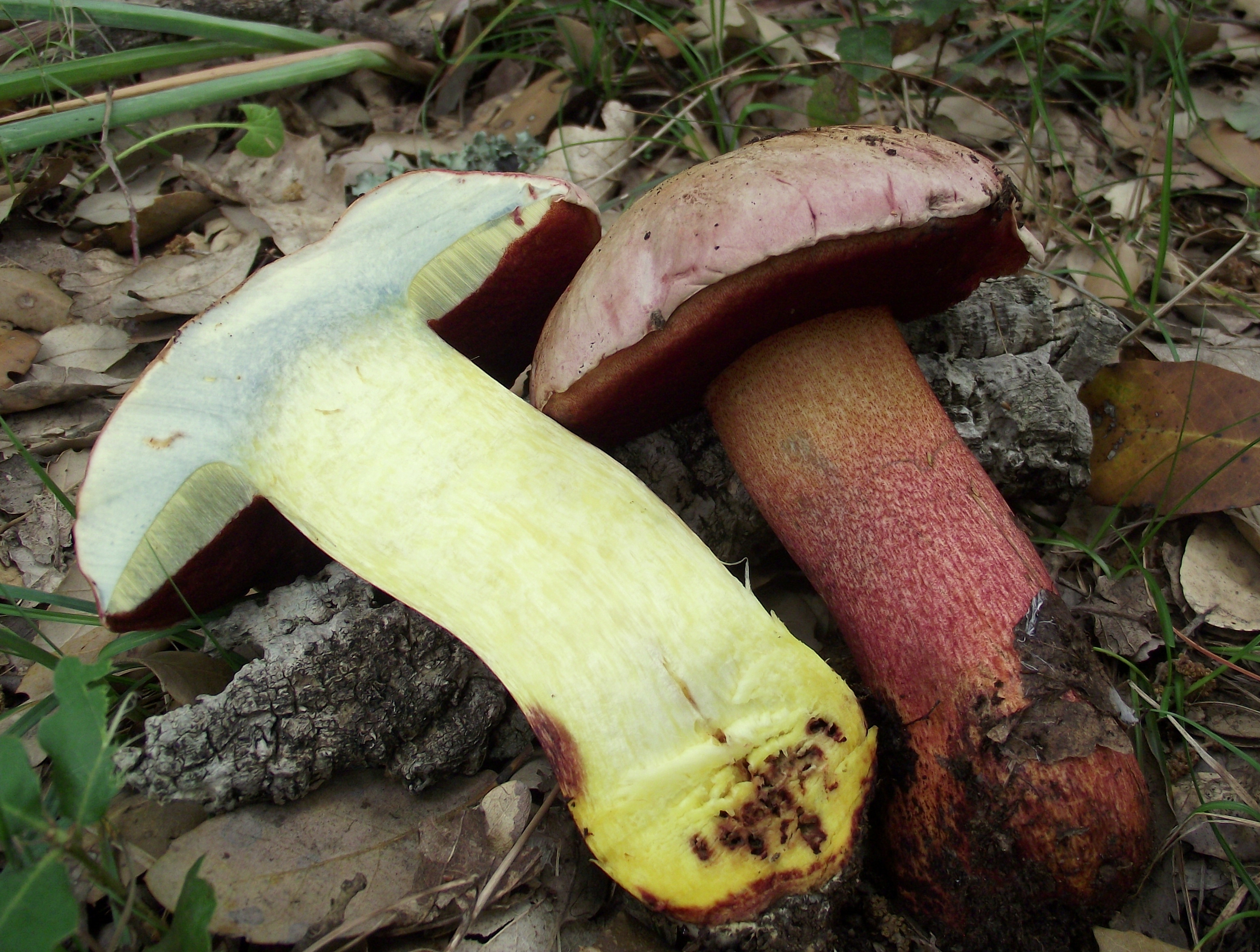
Doorsnede
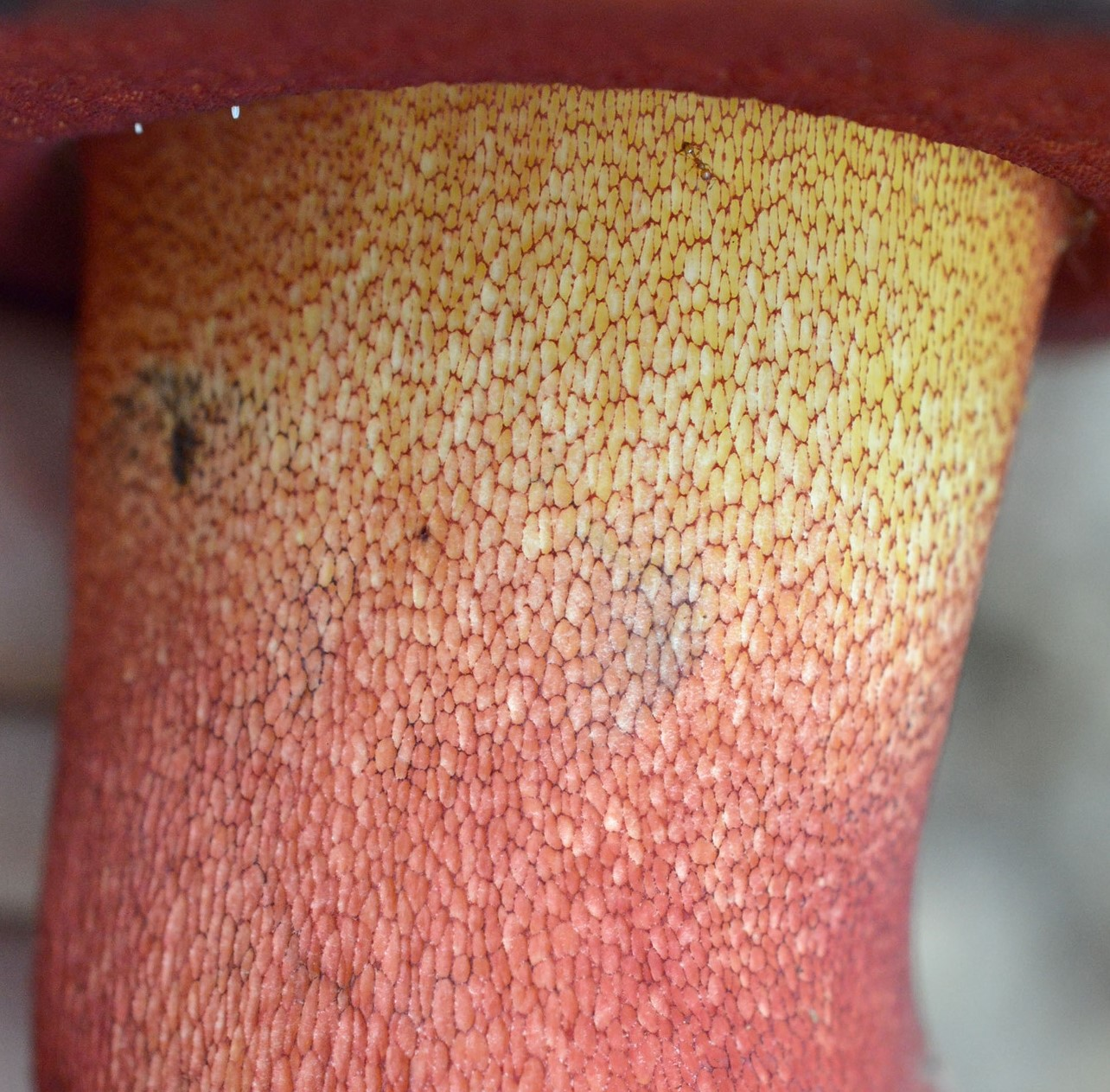
Netwerk